# Horný Bar
Horný Bar es un municipio del distrito de Dunajská Streda en la región de Trnava, Eslovaquia, con una población estimada a final del año 2024 de 1313 habitantes.
Se encuentra ubicado al sur de la región, cerca de los ríos Danubio y Váh, y de la frontera con Hungría y la región de Bratislava.

## Demografía
| Año        | 1994 | 2004     | 2014    | 2024    |
| ---------- | ---- | -------- | ------- | ------- |
| Población  | 1074 | 1208     | 1255    | 1313    |
| Diferencia |      | +12,47 % | +3,89 % | +4,62 % |

| Año        | 2023 | 2024    |
| ---------- | ---- | ------- |
| Población  | 1306 | 1313    |
| Diferencia |      | +0,53 % |